# Ononis cintrana
Ononis cintrana é uma espécie de planta com flor pertencente à família Fabaceae. 
A autoridade científica da espécie é Brot., tendo sido publicada em Phytographia Lusitaniae Selectior 138, pl. 57.
Os seus nomes comuns são rilha-boi, unha-gata ou unha-gata-de-sintra.

## Portugal
Trata-se de uma espécie presente no território português, nomeadamente em Portugal Continental.
Em termos de naturalidade é nativa da região atrás indicada.

## Protecção
Não se encontra protegida por legislação portuguesa ou da Comunidade Europeia.